# Dorcadion boucardi
Dorcadion boucardi är en skalbaggsart som beskrevs av Maurice Pic 1942. Dorcadion boucardi ingår i släktet Dorcadion och familjen långhorningar. Inga underarter finns listade i Catalogue of Life.